# Glacier Park Lodge
Le Glacier Park Lodge est un établissement hôtelier situé à l'extérieur du parc national de Glacier dans le village de East Glacier Park dans l'État du Montana, aux États-Unis.
Le lodge fut construit en 1913 par la Glacier Park Company qui était une filiale du Great Northern Railway. Le bâtiment dispose de 60 colonnes en sapin de Douglas de 12 mètres de haut pour 1 mètre de diamètre pour soutenir l'édifice. Alors que la région possède des arbres de cette espèce, les arbres utilisés furent emmenés par trains car les arbres locaux n'atteignent pas des hauteurs aussi importantes à cause du climat local. L'architecture est de style « chalet suisse » comme pour les autres bâtiments construits par la société durant les années 1910. Un terrain de golf composé de neuf trous fut ajouté en 1927 en devenant le premier terrain de golf du Montana. Le lodge est uniquement ouvert du mois de mai jusqu'à la mi-septembre.
Amtrak propose toujours aux touristes utilisant sa ligne Empire Builder des séjours dans la zone du parc. Le Lodge est l'un des derniers hôtels du parc à se trouver près d'un nœud ferroviaire.